# 견과

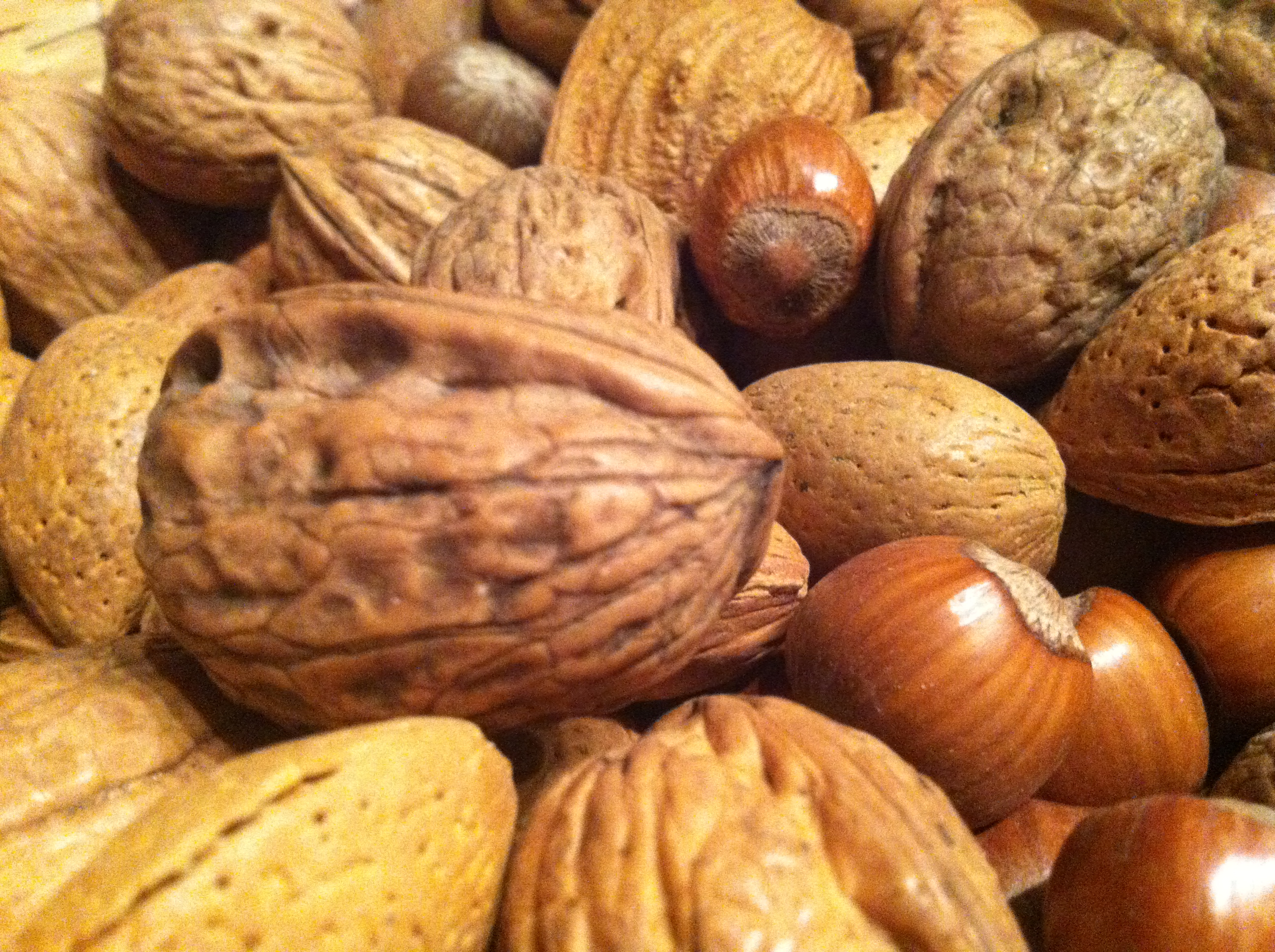
여러 가지 견과

견과(堅果)는 열매의 한 종류이다. 몸에 이로운 지방, 단백질, 섬유질 등으로 구성되어 있다. 국내에서 판매되는 거의 대부분의 견과류가 수입되므로 먹기 전에 곰팡이가 피었는지 확인하는 게 좋다. 견과류에 핀 곰팡이는 암과 심장질환을 일으킬 수 있다.
건과류와 함께 포장된다

## 개요
견과는 보통 한 개의 씨를 포함하고 있는 갈라지지 않고 마른 열매이다. 씨방벽이 열매 성숙기에 돌이나 나무처럼 매우 단단하게 되고, 씨가 씨방벽에서 떨어지거나 튀어나가지 않아 남아 있다. 견과는 암술 꽃받침 밑의 씨방에 있는 심피(心皮)에서 발생하며 여물어도 터지지 않는다. 주로 참나무목의 열매가 견과이다. 밤, 개암, 도토리, 마카다미아가 견과에 속한다. 예외로는 일반적으로 볼 때 꽃으로 분류되는 해바라기도 씨에 한하여 견과와 같은 구실을 하게 된다.

## 사진

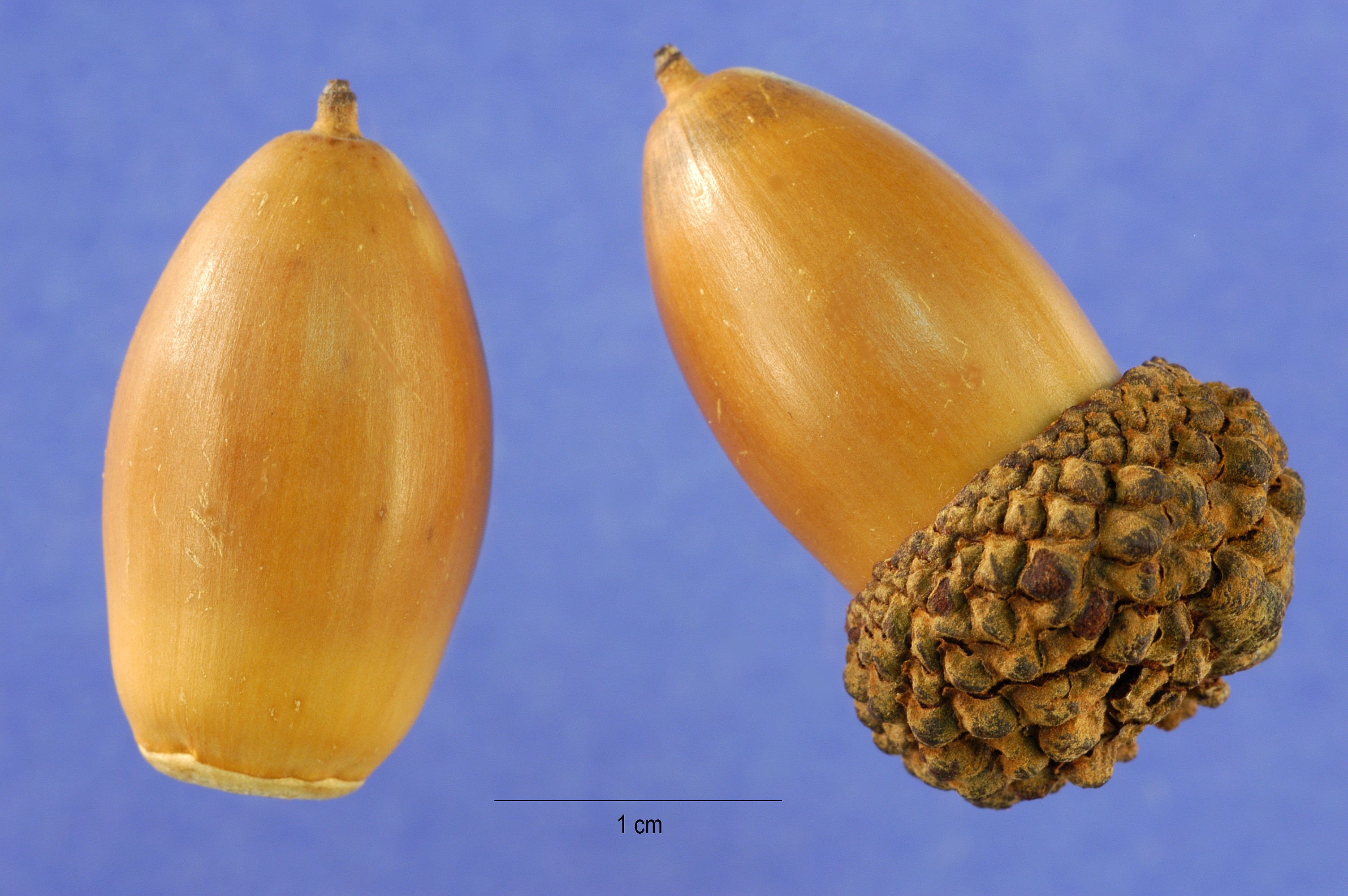
미국참나무(Quercus alba)의 열매인 도토리
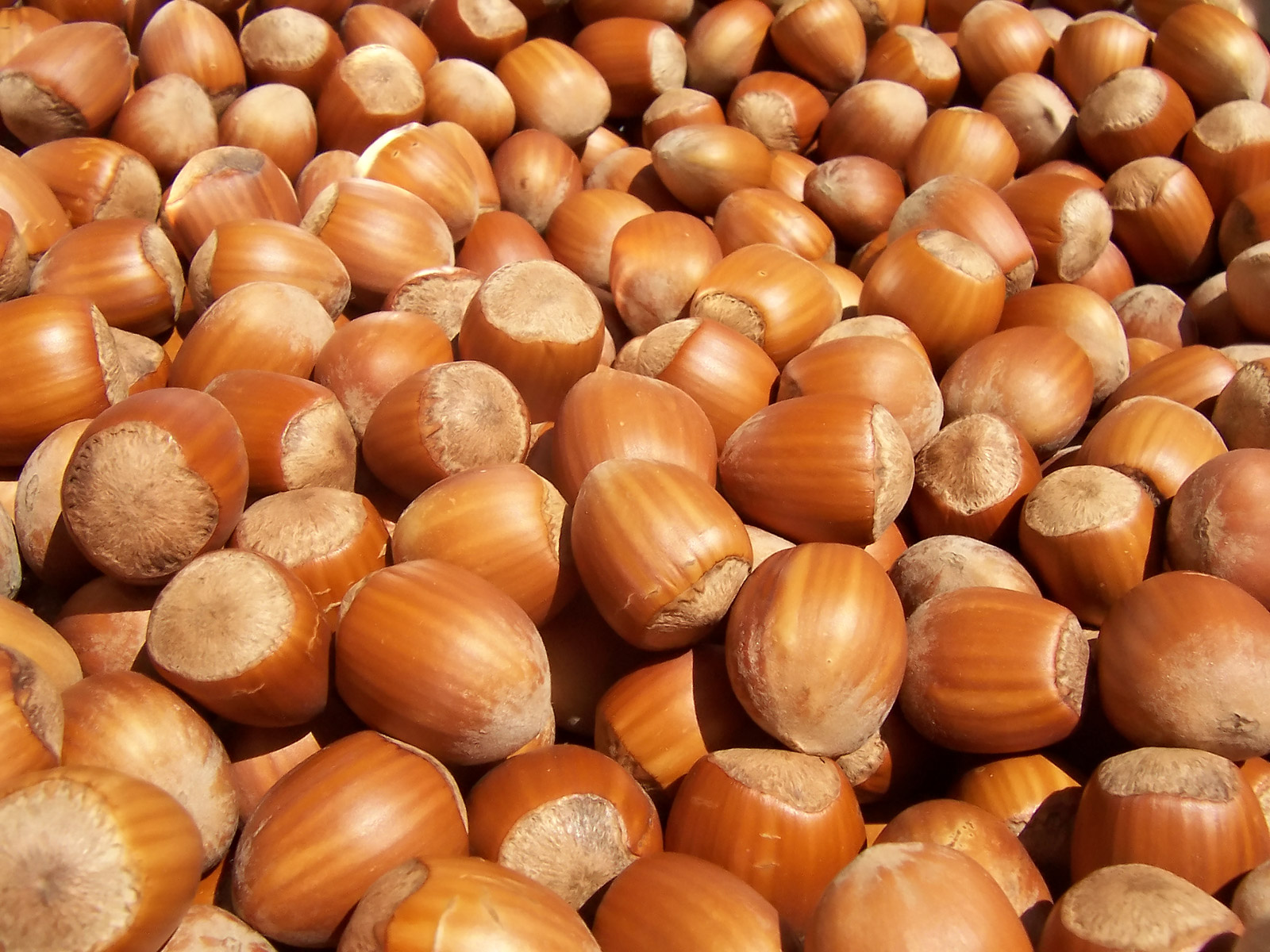
서양개암나무(Corylus avellana)의 열매인 개암
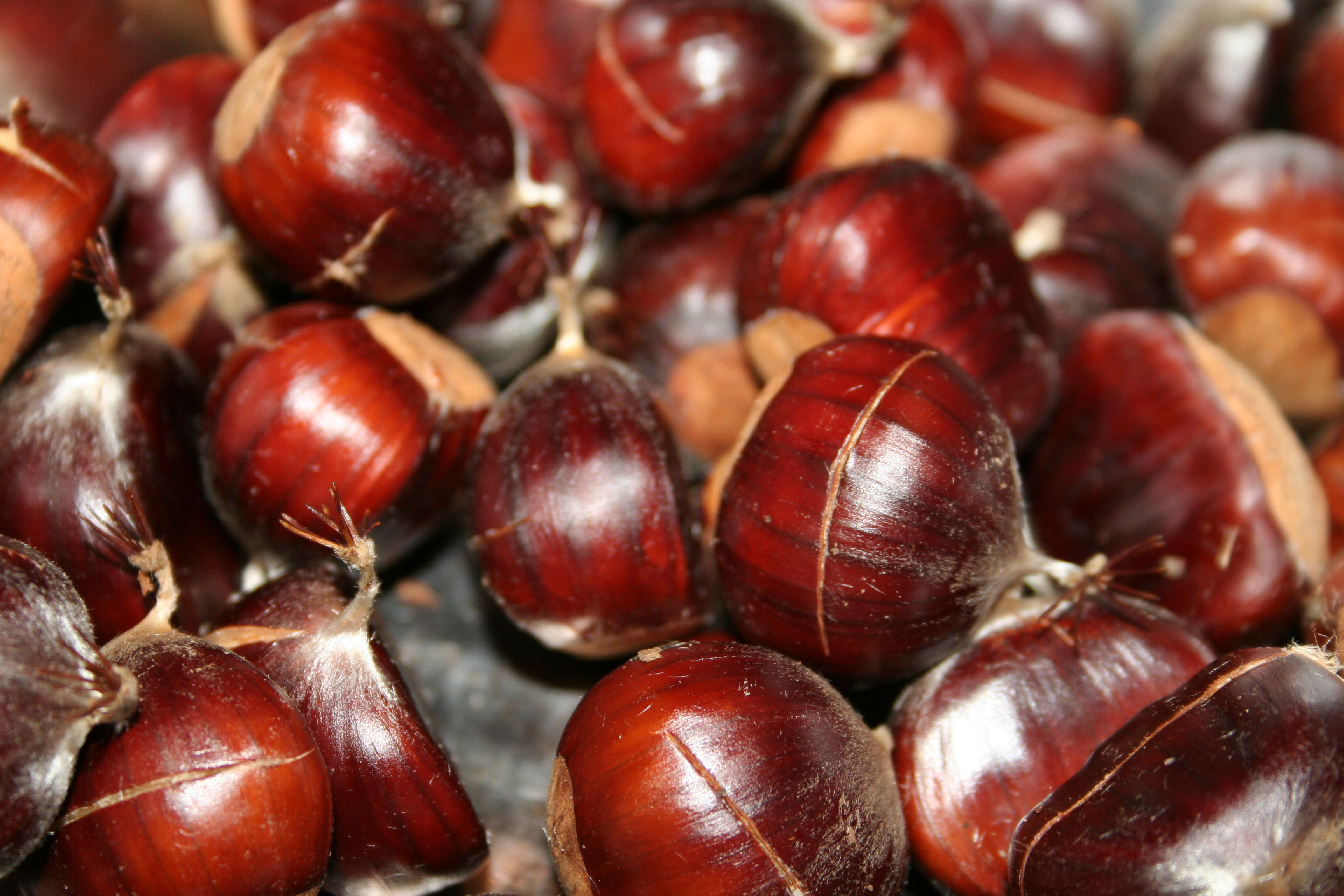
유럽밤나무Castanea sativa의 열매인 밤

## 생산량
| 견과       | 생산량 |
| ---------- | ------ |
| 코코넛     | 62.5   |
| 땅콩       | 48.8   |
| 호두       | 4.5    |
| 캐슈나무   | 4.0    |
| 아몬드     | 3.5    |
| 밤나무속   | 2.4    |
| 개암       | 1.1    |
| 피스타치오 | 0.9    |
| 브라질너트 | 0.07   |

## 영양분

### 성분
아래의 표는 조리되지 않은 씨앗의 다양한 영양분 백분율을 나열한다.
| 이름       | 단백질 | 총 지방 | 포화지방 | 다불포화 지방 | 불포화 지방 | 탄수화물 |
| ---------- | ------ | ------- | -------- | ------------- | ----------- | -------- |
| 아몬드     | 21.26  | 50.64   | 3.881    | 12.214        | 32.155      | 28.1     |
| 호두       | 15.23  | 65.21   | 6.126    | 47.174        | 8.933       | 19.56    |
| 땅콩       | 23.68  | 49.66   | 6.893    | 15.694        | 24.64       | 26.66    |
| 피스타치오 | 20.61  | 44.44   | 5.44     | 13.455        | 23.319      | 34.95    |

## 같이 보기
- 열매
- 견과 껍질
- 견과 알레르기